# Leslie Nate
Leslie Nate (ur. 25 czerwca 1986) – piłkarz z Wysp Salomona grający na pozycji pomocnika.

## Kariera klubowa
Obecnie Nate jest zawodnikiem klubu Kossa FC. Wcześniej w 2009 występował w Papui-Nowej Gwinei, gdzie był zawodnikiem Tukuko University FC.

## Kariera reprezentacyjna
W reprezentacji Wysp Salomona Nate zadebiutował 2 czerwca 2012 w wygranym 1-0 meczu z Papuą-Nową Gwineą w Pucharze Narodów Oceanii 2012, który był jednocześnie częścią eliminacji Mistrzostw Świata 2014.